# Castillo de Goscons
Situado en la parte alta del Valle de Goscons en el actual término municipal de Arenys de Munt (Cataluña), el castillo de Goscons era conocido desde antiguo como Força de Goscons y documentado ya desde el año 1058.
Fortificación de origen pre feudal, estaba edificada sobre una construcción anterior del bajo imperio romano. Y según las últimas prospecciones arqueológicas constaba de un pequeño recinto amurallado al que se accedía por un portalón defendido por una torre que contenía una edificación principal cuadrangular protegida por torres circulares y varios anexos destinados posiblemente a herrería, cuadras y almacenes.
Durante la contienda catalana contra Felipe V, sufrió dicha força grandes destrozos. Por lo que finalizada la Guerra de Sucesión fue remodelado durante el primer cuarto del siglo XVIII. 
Así, la pacificación generalizada del país y las nuevas tendencias arquitectónicas favorecieron que en dicha restauración la construcción perdiese su eminente carácter defensivo y fuera substituido por un aspecto de mansión señorial adornada por un hortus italianizante. 
Dicho conjunto fue saqueado y posteriormente quemado por las tropas napoleónicas del general Decaen en 1812, como represalia por auxiliar al general Milans del Bosch, descendiente de los Arquer de Goscons señores de dichas tierras. 
Pese a quedar muy maltrecho tras la Guerra del Francés seguirá habitado por varias familias de labriegos hasta que a mediados del siglo XX sus propietarios acabaron por restaurarlo como residencia estival. 
Así, aun habiendo perdido el recinto el carácter defensivo original mantiene en sus cimientos las bases de las torres de defensa y la estructura del patio de armas. Además de contar con un interesante hipogeo paleocristiano, reutilizado en el medievo como calabozo. Pues dicha fortificación, como atestigua la documentación consultada, era el epicentro de la Quadra de Goscons: jurisdicción señorial vinculada a la del castillo de Montpalau del cual también eran castellanos los Goscons (siglo XII) 
Actualmente se halla en proceso de restauración.